# Jeordie White

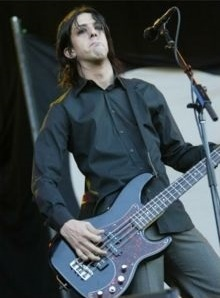
Jeordie White (2007)

Jeordie Osbourne White (* 20. Juni 1971 in New Jersey), auch bekannt unter seinem Künstlernamen Twiggy Ramirez, ist ein US-amerikanischer Musiker, der bis 2017 Gitarrist und Bassist in der amerikanischen Rockband Marilyn Manson war. Er spielte zudem unter anderem bei den Bands A Perfect Circle, Nine Inch Nails und leitet zusammen mit Chris Goss das Musikprojekt Goon Moon. Sein Künstlername setzt sich aus der Ikone Twiggy und dem Serienmörder Richard Ramírez zusammen.

## Biografie
Jeordie White wurde am 20. Juni 1971 in New Jersey als Sohn einer Tänzerin geboren. Er wuchs in einfachen Verhältnissen mit seiner Mutter und seinen drei jüngeren Brüdern Ayden, Dustin und Westly auf.
Am 20. Oktober 2017 wurde er von seiner Ex-Freundin Jessicka Addams, mit der er bis 1994 liiert war, der häuslichen Gewalt und der Vergewaltigung beschuldigt. Sie gab außerdem an, nicht das einzige Opfer von White zu sein, da sich mehrere Frauen bei ihr gemeldet hätten, die ebenfalls von ihm missbraucht worden seien.

## Karriere

### Marilyn Manson
White traf Brian Hugh Warner, den Sänger von Marilyn Manson 1989 in einem Einkaufszentrum in Fort Lauderdale. Da er zu dieser Zeit noch in der Band Amboog-A-Lard war, in der er Rhythmusgitarre spielte und dafür auch einen Preis gewann, wechselte er nicht zu Marilyn Manson and the Spooky Kids. Als Warner 1994 den damaligen Bassisten Gidget Gein aufgrund seiner Heroin-Abhängigkeit noch vor der Veröffentlichung des ersten Albums Portrait of an American Family aus der Band warf, wurde er durch Jeordie White ersetzt.
Er verließ die Band am 29. Mai 2002, da ihm der Aufenthalt zu routiniert geworden war und er sich auf musikalisches Neuland begeben wollte. In einem Interview sagte White, er und Warner seien zwar noch befreundet, aber beide gehen nun getrennte Wege.
Am 9. Januar 2008 bestätigte die Band auf ihrer offiziellen Website, dass Jeordie White wieder der Band beigetreten ist. Vom 19. Januar bis 2. März 2008 nahm White an Marilyn Mansons Rape-of-the-World-2008-Tour teil.
Nachdem er im Oktober 2017 der Vergewaltigung und der häuslichen Gewalt beschuldigt wurde, verkündete Marilyn Manson die Trennung von White.

### A Perfect Circle
Nach dem Ausstieg spielte er zunächst in der Punk-Band Mondo Generator und bewarb sich bei der Band Queens of the Stone Age als Rhythmusgitarrist. Troy Van Leeuwen, der vorher bei „A Perfect Circle“ spielte, bekam den Posten und White bewarb sich bei der Band.
Zusammen mit der Band nahm er die beiden Alben Thirteenth Step und eMOTIVe auf. Auf den folgenden Tourneen vertrat White seinen Posten als Bassist.

### Goon Moon
Zur gleichen Zeit – nach Whites Austritt aus Marilyn Manson im Mai 2002 – kam es zu einer Kollaboration mit dem Sänger Chris Goss von Masters of Reality, der zudem Produzent bei Queens of the Stone Age und Kyuss war. Zusammen mit Goss und einigen Gastmusikern – unter ihnen auch der Schlagzeuger Josh Freese, der schon bei A Perfect Circle und Nine Inch Nails Schlagzeug gespielt hatte – wurde im Jahr 2005 das Album I Got a Brand New Egg Layin' Machine aufgenommen und zwei Jahre später die CD Licker's Last Leg. Die Band spielte lediglich in kleineren Clubs innerhalb der USA und gab nur wenige Konzerte.

### Nine Inch Nails
White nahm an der Produktion von Nine Inch Nails fünftem Album With Teeth teil und unterstützte die Band auf der darauffolgenden Tournee. Auch bei dem Album Year Zero, das 2007 herauskam, arbeitete White mit und nahm an der Tour dafür teil. Nach dem letzten Konzert am 18. September 2007 in Hawaii, Honolulu, gab Reznor an, die Band trenne sich von der aktuellen Besetzung, sie würden zukünftig getrennte Wege gehen.

## Trivia
- Nach dem Ausstieg aus Marilyn Manson bewarb sich White bei der Band Metallica um den Posten als Bassisten, was auf der DVD Some Kind of Monster zu sehen ist. In einem späteren Interview sagte White, er habe sich nur beworben, um seinen Jugendwunsch zu erfüllen. Er sei jedoch froh darüber, nicht angenommen worden zu sein, da er nicht glücklich geworden wäre.[8]

- Im Jahr 1996 hatte White zusammen mit Warner einen Gastauftritt im Film Lost Highway von David Lynch.

- White spielte auf dem Album War Stories der britischen Musikgruppe UNKLE Bass und Synthesizer im Lied 'Burn My Shadow'.

- Noch vor der Gründung von Marilyn Manson and the Spooky Kids hatten White und Warner 1993 ein Musikprojekt namens Mrs. Scabtree, mit dem sie einen Auftritt hatten.

- Schon während der damalige Bassist Gidget Gein noch in der Band war, ersetzte ihn White zeitweise während seiner Abwesenheit als Bassist.

- Whites bevorzugte Instrumente sind der Gibson Thunderbird IV, mit dem er einen großen Teil aller Shows für Marilyn Manson gespielt hat, und der Fender Precision Bass, der überwiegend bei Touren mit Nine Inch Nails und A Perfect Circle zum Einsatz kam.

- Als Bassisten, die ihn am meisten beeinflusst haben, nennt White Paul McCartney und Gene Simmons.[9]